# Johan C.F. Dam
Johan Christian Frederik Dam (født 8. juli 1863 i Kollafjørður, død 17. januar 1925) var en færøsk bonde og politiker (SB). Han var medlem af kommunalbestyrelsen i Kollafjørður i flere år og valgt til Lagtinget fra Norðurstreymoy 1903–18. Dam var med til at stifte Sambandsflokkurin i 1906. Nevøen Peter Mohr Dam blev senere lagmand for Javnaðarflokkurin.